# Landing of Columbus
Landing of Columbus (tạm dịch là Colombo cập bến, Colombo vào bờ) là một bức tranh sơn dầu trên vải do John Vanderlyn thục hiện vào năm 1847. Bức tranh nói về cảnh nhà thám hiểm người Tây Ban Nha Cristoforo Colombo đặt chân lên châu Mỹ, ông cũng là người đã khám phá ra lục địa mới này.